# Jessie Ware
Jessie Ware, właśc. Jessica Lois Burrows (ur. 15 października 1984 w Londynie) – brytyjska piosenkarka, autorka tekstów i podkasterka.
Zadebiutowała w 2012 albumem studyjnym pt. Devotion, a pochodzący z niego singiel „Wildest Moments” przyniósł jej pierwszy komercyjny sukces. Następnie wydała jeszcze pięć albumów studyjnych: Devotion, Tough Love, Glasshouse, What’s Your Pleasure? i That! Feels Good!. Poza tym napisała i wydała dwie książki kulinarne: Table Manners: The Cookbok; Omelette: Food, Love, Chaos and Other Conversations, które napisała z matką, Lennie Ware. Od 2017 nagrywa podcast Table Manners with Jessie Ware, w którym gości innych artystów.

## Życiorys
Urodziła się w szpitalu Queen Charlotte’s w Hammersmith w Londynie, dorastała w dzielnicy Clapham. Jej rodzicami są Helena (z domu Keell), która pracuje w sektorze opieki społecznej, i John Ware, reporter programu BBC Panorama. Gdy miała 10 lat, jej rodzice się rozstali, a nią i jej rodzeństwem – siostrą Hannah i bratem Alexandrem – zajmowała się matka. Ze strony matki jest pochodzenia żydowskiego.
Uczyła się w Alleyn's School w południowym Londynie, gdzie uczęszczała do szkoły z Florence Welch i Jackem Peñatem. Ukończyła literaturę angielską na Uniwersytecie w Susseksie. Po zakończeniu edukacji pracowała przez kilka lat jako dziennikarka w „The Jewish Chronicle”, zajmowała się dziennikarstwem sportowym w „The Daily Mirror” i pracowała za kulisami w firmie telewizyjnej Love Productions, gdzie poznała Erikę Leonard.

## Kariera muzyczna

### 2009–11: Początki
W latach poprzedzających wydanie swojego pierwszego solowego albumu śpiewała chórki na koncertach Jacka Peñate, z którym również odbyła trasę koncertową po USA. Ten okres kariery wspomina jako przedsmak tego, czego mogła się spodziewać na późniejszych etapach swojej działalności. Wśród swoich inspiracji muzycznych wymienia artystów, takich jak Billie Holiday, Madonna, Dusty Springfield i Missy Elliott.

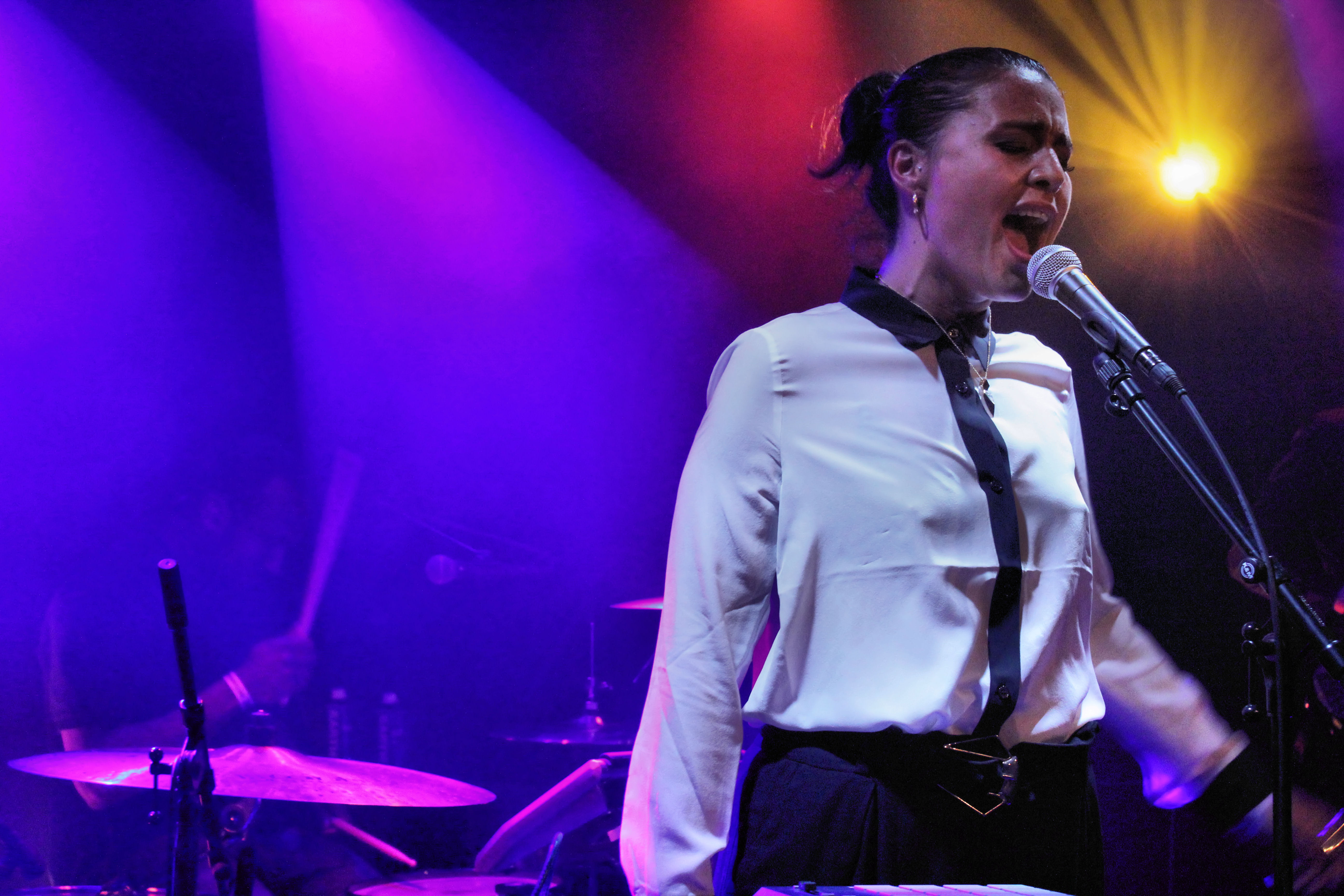
Ware na festiwalu Eurosonic Noorderslag w Groningen (2012)

W 2010 jeden z kolegów z zespołu Jacka Peñate zapoznał Ware z producentem muzycznym SBTRKT–em, z którym piosenkarka stworzyła swoją pierwszą piosenkę – „Nervous”. Nagrała gościnnie utwory z Jackiem Peñate, a z bristolskim DJ-em Jokerem wydała utwór „The Vision”. W 2011 z Samphą stworzyła piosenkę „Valentine”, do której teledyk nakręcił Marcus Söderlund. Zaśpiewała także na albumie zespołu Florence and the Machine pt. Ceremonials z 2011.

### 2011–13:Devotion
Pod koniec 2011 zaprezentowała debiutancki solowy singiel „Strangest Feeling”, którym zapowiedziała swój pierwszy album studyjny pt. Devotion, wydany 20 sierpnia 2012 nakładem wytwórni PMR Records. Na główny singiel z albumu została wybrana piosenka „Running”, jednak największą popularność przyniósł jej dopiero trzeci singiel, „Wildest Moments”. We wrześniu 2012 za album była nominowana do Mercury Prize. Album dotarł do 5. miejsca listy najczęściej kupowanych albumów w Wielkiej Brytanii, zyskał także głównie pozytywne opinie recenzentów muzycznych, w tym m.in. od serwisu Metacritic (średnią liczbę 84 punktów na 100 możliwych), redakcji muzycznej BBC (9 na 10 punktów), vortalu Pitchfork (ocena 8,5 i tytuł Najlepszej nowej muzyki), angielskiego czasopisma muzycznego „New Musical Express” i „Q” (8/10 punktów) oraz dziennika „The Guardian” (cztery na pięć gwiazdek), który zestawił styl śpiewania Ware z twórczością artystek, takich jak Sade, Amy Winehouse, Ella Fitzgerald czy Sarah Vaughan. Ware za sprzedaż albumu w Polsce uzyskała status platynowej płyty.
W 2012 nawiązała współpracę z duetem producenckim BenZel (tj. Benny'm Blanco i Two Inch Punch), z którymi nagrała nową wersję utworu „If You Love Me” zespołu Brownstone. Pod koniec promowania pierwszej solowej płyty wydała remiks piosenki „Wildest Dreams” z gościnnym udziałem amerykańskiego rapera ASAP-a Rocky’ego.

### 2014–15:Tough Love

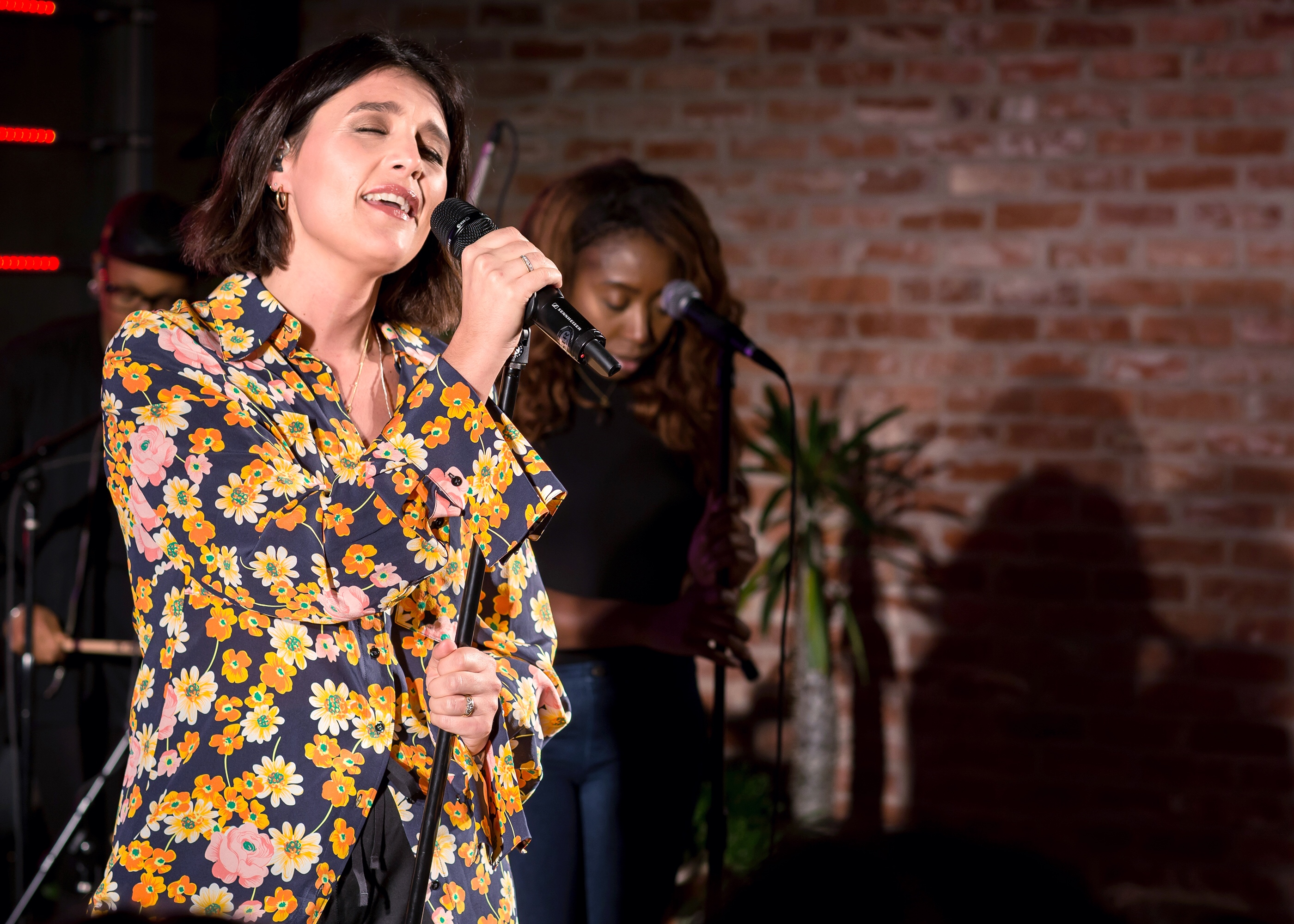
Ware w klubie Space 15 Twenty w Hollywood (2017)

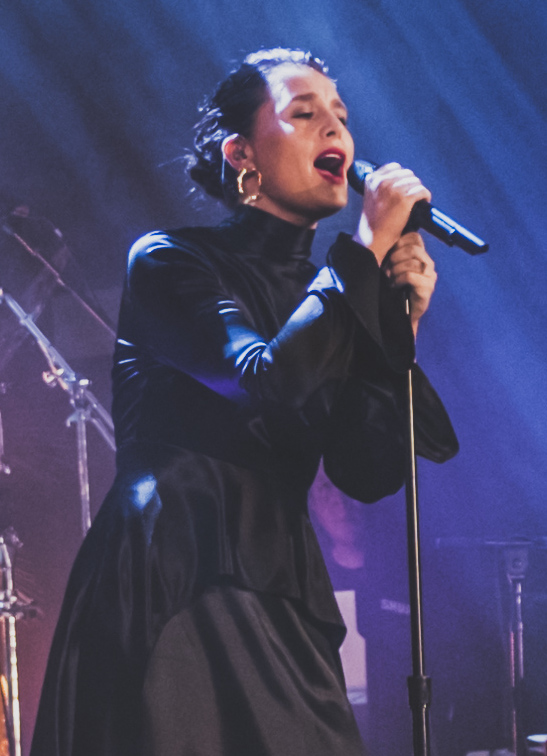
Ware w Islington Assembly Hall (2017)

Na początku 2014 rozpoczęła pracę nad albumem pt. Tough Love, który wydała 13 października 2014. Pierwszym singlem z płyty został tytułowy utwór, który został wyprodukowany przez duet BenZel. Piosenka dotarła do pierwszej „40” brytyjskiej listy przebojów. Drugim singlem promującym płytę została piosenka „Say You Love Me”, której współproducentem został Ed Sheeran, trzecim – „You & I (Forever)”, napisany przez Miguela, a czwartym – „Champagne Kisses”. Również w 2014 pojawiła się gościnnie na nowej płycie SBTRKT-a pt. Wonder Where We Land, na który nagrała utwór „Problem Solved”. Pod koniec roku została zaproszona do udziału w nowej wersji charytatywnego utworu „Do They Know It’s Christmas?”, wydanego z myślą o pomocy ofiarom wirusa Eboli.
W 2015 nagrała partie wokalne do utworu The Crying Game, który napisała dla Nicki Minaj na jej album The Pinkprint. 10 lutego nagrana przez nią piosenka Meet Me in the Middle znalazła się na ścieżce dźwiękowej do filmu Pięćdziesiąt twarzy Greya. Pod koniec października jej wykonanie piosenki A Dream Is a Wish Your Heart Makes z filmu Kopciuszek znalazło się na kompilacji pt. We Love Disney zawierająca covery utworów z filmów animowanych. Również w 2015 rozpoczęła pracę nad trzecim albumem, nawiązała wówczas współpracę z muzykami i kompozytorami, w tym m.in. z Ryanem Tedderem i Edem Sheeranem, jednak przerwała pracę nad płytą z powodu narodzin córki.

### 2017–18: Glasshouse
Latem 2017 wzięła udział w nagraniu charytatywnego coveru piosenki Bridge Over Troubled Water. Dochód ze sprzedaży singla został przekazany poszkodowanym w pożarze wieżowca Greenfell. Pod koniec lipca 2017 roku ujawniła pierwszy singiel z nowej płyty, utwór Midnight. Drugim singlem została piosenka Selfish Love. Pierwszy raz w swojej karierze muzycznej Ware zdecydowała się nagrać kilka piosenek w języku hiszpańskim, dzięki temu powstały takie kompozycje jak Egoísta. Album, zatytułowany Glasshouse, ukazał się 20 października 2017.
Pod koniec 2018 roku Jessie wydała piosenkę Overtime, która była preludium do następnego wydawnictwa utrzymanego w stylu disco.

### 2020: What’s Your Pleasure?
Pierwszym singlem z albumu What’s Your Pleasure? utrzymanym w stylu disco był Adore You, wydany na początku 2019 roku. Następnie pojawiły się Mirage (Don’t Stop) w listopadzie, Spotlight w lutym 2020 r., a następnie Ooh La La w kwietniu, Save a Kiss w maju i tytułowe What’s Your Pleasure? w lipcu. Czwarta studyjna płyta Ware miała ukazać się 5 czerwca 2020, jednak ostatecznie została wydana 27 czerwca. Album spotkał się z szerokim uznaniem krytyków. Zanurzony w dźwiękach disco z lat 70. i muzyki house z lat 80. disco album Jessie Ware był porównywany z wydanym chwile wcześniej albumem Lady Gagi, twórczością Kylie Minogue, Diany Ross oraz wydanym w 2005 roku Confessions on a Dance Floor Madonny. Pod koniec 2020 roku, Barack Obama podzielił się swoimi ulubionymi piosenkami na liście, gdzie umieścił Remember Who You Are, ostatnią kompozycję z płyty. Ze względu na wzrost popularności Ware postanowiła wydać ją jako ostatni singiel. Krótki film zawierający utwór wyreżyserował Dominic Savage, a w nagraniu oprócz Ware można zobaczyć brytyjską aktorkę Gemmę Arterton.

### 2021: What’s Your Pleasure? The Platinum Pleasure Edition
W kwietniu 2021 Jessie ogłosiła, że planuje wydać kolejne piosenki, które ostatecznie nie znalazły się na pierwszym wydaniu krążka. Rozszerzona edycja albumu What’s Your Pleasure? Platinum Pleasure Edition została wydana 11 czerwca, wraz z wydaniem singla Please. Reedycja zawiera siedem dodatkowych utworów, w tym wydany w 2018 singiel Overtime. Łącznie reedycja posiada osiem dodatkowych utworów, w tym jeden remix.
Pod koniec tego roku Ware postanowiła połączyć siły z Kylie Minogue i wystąpiła jako gość na jej płycie Disco: Guest List Edition. Do pierwszego spotkania piosenkarek doszło w 2020 roku w ramach podcastu Table Manners a niespełna rok później, 29 października 2021, wydały wspólnie utwór Kiss of Life wraz z ironicznym, utrzymanym w stylu amerykańskich lat pięćdziesiątych teledyskiem.

### 2023: That! Feels Good!
Podczas występu na festiwalu Glastonbury w 2022 roku Ware zaprezentowała po raz pierwszy nową piosenkę Free Yourself, która zapowiadała jej piąty album utrzymany w stylu post-disco z głębokim naciskiem na stylistykę Studio 54. Kompozycję wyprodukował Stuart Price, który jest odpowiedzialny za disco albumy Future Nostalgia oraz Confessions on a Dance Floor. Piosenka zdobyła pozytywne opinie wśród krytyków, George Griffiths z Official Charts Company powiedział, że singiel 
"wyłania się z cienia What’s Your Pleasure?, tak jak powinien (...) jest to utwór wyraźnie inspirowany kilkoma motywami; Madonną z epoki Erotica (zwłaszcza piosenka Deeper and Deeper) i Studio 54, gdy skończył się czynsz i zamykali okiennice po raz ostatni".
Zapowiedź drugiego singla, Pearls, pojawiła się w jej mediach społecznościowych 9 lutego, zaś teledysk opublikowano tydzień później, 16 lutego. W wywiadach Jessie podkreślała, że piosenkę
"zainspirowały takie diwy jak Donna Summer, Evelyn Champagne King, Teena Marie czy Chaka Khan. W pewien sposób pokazuje wszystkie moje oblicza. To mój drugi utwór stworzony ze Stuartem Pricem i Coffee, z udziałem wspaniałej Sarah Hudson".
Tytuł albumu został nieoficjalnie ogłoszony w styczniu na londyńskich billboardach, co zostało potwierdzone przez piosenkarkę 3 lutego. Ogłoszenie albumu zbiegło się z premierą drugiego singla Pearls. Krążek ma swoją premierę w piątek, 28 kwietnia.

## Życie prywatne
W sierpniu 2014 Ware poślubiła swojego przyjaciela z dzieciństwa, Sama Burrowsa, którego poznała w szkole na greckiej wyspie Skopelos, gdzie para wcześniej się zaręczyła. Mają troje dzieci: córkę (ur. wrzesień 2016), syna (ur. czerwiec 2019) i drugiego syna (ur. lipiec 2021). W 2017 nagrała piosenkę Sam, którą zadedykowała swojemu mężowi.

## Pozostała działalność
Pod koniec 2017 roku Ware wypuściła podcast zatytułowany Table Manners with Jessie Ware, w którym co tydzień pojawia się nowy gość. Główne tematy, które są poruszane to sztuka i jedzenie. Do tej pory wyprodukowano 11 sezonów po około 10 odcinków każdy. gościła takie osobowości jak Kylie Minogue, Ed Sheeran, Sam Smith, Dua Lipa, John Legend, Andrew Lloyd Webber, Eva Longoria, Dolly Parton, Robbie Williams czy Ellie Goulding.

## Koncerty w Polsce
| Data              | Miejsce                                                   |
| ----------------- | --------------------------------------------------------- |
| 5 lipca 2012      | Open’er Festival                                          |
| 22 września 2012  | Muzyczne Studio Polskiego Radia im. Agnieszki Osieckiej   |
| 16 listopada 2012 | Warszawa, Kub 1500 m2                                     |
| 17 listopada 2012 | Poznań, Klub SQ                                           |
| 25 marca 2013     | Kraków, Klub Studio                                       |
| 7 września 2013   | Warszawa, Selector Festival                               |
| 31 maja 2014      | X Factor Polska – duet z Artem Furman                     |
| 26 lipca 2014     | Sopot, Klub Zatoka Sztuki                                 |
| 25 września 2014  | Warszawa, Klub Basen                                      |
| 7 lutego 2015     | Hala Torwar                                               |
| 24 maja 2015      | Dziewiąta edycja programu Must Be the Music. Tylko muzyka |
| 19 czerwca 2015   | Life Festival Oświęcim                                    |
| 4 września 2015   | Impreza uliczna na Placu Defilad "Warszawa jest trendy"   |
| 26 lipca 2017     | Stary Maneż Gdańsk                                        |
| 27 lipca 2017     | Warszawa, Teatr Palladium                                 |
| 4 marca 2018      | Tauron Arena Kraków                                       |
| 6 marca 2018      | Warszawa, Torwar                                          |
| 18 sierpnia 2018  | Kraków Live Festival                                      |
| 2 lipca 2022      | Open'er Festival                                          |
| 29 września 2022  | Westfield Mokotów                                         |

## Dyskografia

### Albumy studyjne
- 2012: Devotion
- 2014: Tough Love
- 2017: Glasshouse
- 2020: What’s Your Pleasure? 
  - 2021: What’s Your Pleasure? The Platinum Pleasure Edition
- 2023: That! Feels Good!

## Trasy koncertowe
- 2012: Devotion Tour
- 2013: Night + Day Tour
- 2014: Tough Love World Tour
- 2018: Glasshouse Tour
- 2021–2022: What’s Your Pleasure? Tour

### Jako support
- 2022: Harry Styles: Love on Tour (gościnnie podczas koncertów w Chicago)

## Single
| Running                                  | 2012 | –  | Devotion                                            |
| 110%                                     | 2012 | –  | Devotion                                            |
| Wildest Moments                          | 2012 | 4  | Devotion                                            |
| Night Light                              | 2012 | –  | Devotion                                            |
| Sweet Talk                               | 2013 | –  | Devotion                                            |
| Imagine It Was Us                        | 2013 | –  | Devotion                                            |
| Tough Love                               | 2014 | –  | Tough Love                                          |
| Say You Love Me                          | 2014 | 1  | Tough Love                                          |
| You & I (Forever)                        | 2015 | –  | Tough Love                                          |
| Champagne Kisses                         | 2015 | –  | Tough Love                                          |
| Midnight                                 | 2017 | 53 | Glasshouse                                          |
| Selfish Love                             | 2017 | –  | Glasshouse                                          |
| Alone                                    | 2017 | 19 | Glasshouse                                          |
| Your Domino                              | 2017 | –  | Glasshouse                                          |
| Adore You                                | 2020 | –  | What’s Your Pleasue?                                |
| Mirage (Don’t Stop)                      | 2020 | –  | What’s Your Pleasue?                                |
| Spotlight                                | 2020 | –  | What’s Your Pleasue?                                |
| Ooh La La                                | 2020 | –  | What’s Your Pleasue?                                |
| Save a Kiss                              | 2020 | –  | What’s Your Pleasue?                                |
| What’s Your Pleasure?                    | 2020 | –  | What’s Your Pleasue?                                |
| Remember Where You Are                   | 2020 | –  | What’s Your Pleasue?                                |
| Please                                   | 2021 | –  | What’s Your Pleasure? The Platinum Pleasure Edition |
| Hot n Heavy                              | 2021 | –  | What’s Your Pleasure? The Platinum Pleasure Edition |
| Free Yourself                            | 2022 | –  | That! Feels Good!                                   |
| Pearls                                   | 2023 | –  | That! Feels Good!                                   |
| „–” oznacza, że singel nie był notowany. |      |    |                                                     |